# Устиновка (Свердловский городской совет)
Устиновка (укр. Устинівка) — посёлок, относится к Свердловскому городскому совету Луганской области Украины. Под контролем самопровозглашённой Луганской Народной Республики.

## География
Ближайшие населённые пункты: посёлки Ленинское и Шахтёрское на юге, Новодарьевка и Киселёво на юго-западе, село Маломедвежье и посёлки Калиновка на западе, Фёдоровка и Покровка на северо-западе, Павловка на севере, Володарск на северо-востоке, город Свердловск на востоке и юго-востоке.

## Население
Население по переписи 2001 года составляло 101 человек.

## Общие сведения
Почтовый индекс — 94837. Телефонный код — 6434. Занимает площадь 0,39 км². Код КОАТУУ — 4412746304.

## Местный совет
94835, Луганская обл., Свердловский городской совет, пгт. Ленинское, ул. Маяковского, д. 68